# 阿道夫·奧克斯

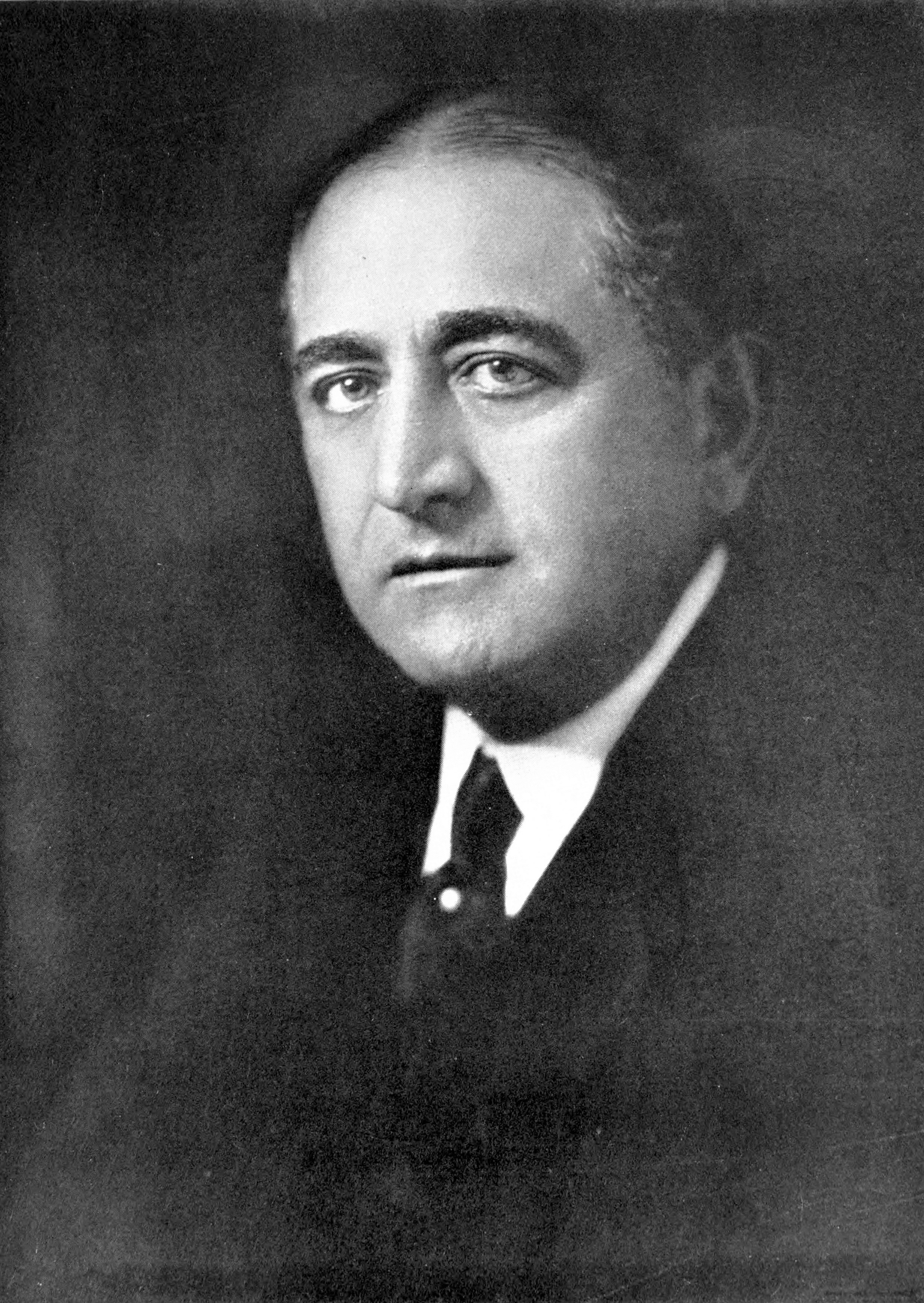
阿道夫·奧克斯

阿道夫·西蒙·奥克斯（英語：Adolph Simon Ochs；1858年3月12日—1935年4月8日）出生于俄亥俄州辛辛那堤，是一位美国报纸出版商和《纽约时报》的前拥有人。
奧克斯的父母是来自德国的犹太移民。小学毕业后他成为一份报纸的印刷助手。19岁时他借了250美元买下了一份报纸，成为其出版商。1884年奧克斯与辛辛那堤的一位拉比的女儿结婚。他的丈人是美国犹太教改革派的知名领导人和希伯來協和學院的创办人。1896年，36岁的奧克斯再次借钱买下了当时受纽约市内众多竞争者逼迫下不断赔钱的《纽约时报》。他集中精力于客观报道，并及时地将报纸的卖价降低（从每份三分减到一分）。这些措施使得《纽约时报》获得了很多读者，其读者从奥克斯购买时的九千提升到1920年代的78万。
1904年奥克斯将《纽约时报》的出版社搬到曼哈頓的一个新办公楼里，从此这个办公楼前的广场被命名为時報廣場。当年除夕奥克斯让人在广场上放焰火庆祝新年。
奧克斯的女婿阿瑟·海斯·苏兹伯格在他死后成为《纽约时报》的出版商，此后他的外孙阿瑟·奥克斯·苏兹伯格成为报纸出版商。